# Neoscona novella
Neoscona novella är en spindelart som först beskrevs av Simon 1907.  Neoscona novella ingår i släktet Neoscona och familjen hjulspindlar.
Artens utbredningsområde är Bioko. Inga underarter finns listade i Catalogue of Life.